# Incydent lotu British Airways 9
Incydent lotu British Airways 9, czasem określany jako „Speedbird 9” lub „Incydent w Dżakarcie” – zdarzenie, które wystąpiło w trakcie planowego lotu z Heathrow do Auckland z lądowaniami w Bombaju, Madrasie, Kuala Lumpur, Perth i Melbourne.
24 czerwca 1982 na tej trasie znalazł się Boeing 747 „City of Edinburgh”. Samolot wleciał w chmurę pyłu wulkanicznego, wyrzuconego przez wybuch wulkanu Galunggung (znajdującego się około 240 km na południowy wschód od Dżakarty w Indonezji), co spowodowało zatrzymanie wszystkich czterech silników. Przyczyny awarii nie były jasne dla załogi ani też dla kontroli naziemnej. Samolot został przekierowany do Dżakarty w nadziei, że uda się ponownie uruchomić chociaż część silników, żeby można było bezpiecznie wylądować. W czasie szybowania samolot opuścił chmurę pyłu wulkanicznego, po czym udało się przywrócić pracę wszystkich silników. Mimo iż jeden z nich ponownie odmówił posłuszeństwa, pozwoliło to bezpiecznie wylądować w porcie lotniczym Dżakarta - Halim Perdanakusuma.

## Przebieg lotu
Chwilę po 13:40 UTC (20:40 czasu lokalnego) ponad Oceanem Indyjskim, na południe od Jawy, załoga (pierwszy oficer Roger Greaves i mechanik pokładowy Barry Townley-Freeman, kapitan Eric Moody był wtedy w toalecie) po raz pierwszy zauważyła zjawisko podobne do ogni świętego Elma. Zjawisko to ciągle było widoczne, gdy Moody wrócił z toalety. Pomimo że radar meteorologiczny nic nie pokazywał, załoga włączyła urządzenia zapobiegające gromadzeniu się lodu na wlotach silników i sygnalizację nakazującą zapięcie pasów.
W miarę jak lot postępował w kabinie samolotu zaczął zbierać się dym, który początkowo został wzięty za dym papierosowy. Jednak szybko stawał się coraz gęstszy i przybrał niepokojący zapach siarki. Pasażerowie, którzy siedzieli przy oknach samolotu, zauważyli, że silniki były rozświetlone światłem wydobywającym się przez łopatki wirnika, które tworzyło efekt stroboskopowy. Pasażerowie siedzący z tyłu samolotu widzieli kilkumetrowej długości płomienie, wydobywające się z silników.
Około 13:42 UTC (20:42 czasu lokalnego) silnik numer cztery zaczął tracić moc i przestał pracować. Załoga przeprowadziła procedurę wyłączenia silnika, odcięto dopływ paliwa i przygotowano urządzenia gaśnicze. Mniej niż minutę później, o 13:43 UTC, silnik numer dwa zgasł. W ciągu kilku sekund, niemal równocześnie, silniki jeden i trzy także odmówiły posłuszeństwa, co mechanik pokładowy skomentował: „Nie mogę w to uwierzyć, że wszystkie cztery silniki zawiodły!”.
Bez ciągu silników 747-200 mógł szybować ze współczynnikiem 15:1, (na każde 15 km lotu poziomego opadał 1 km). Załoga ustaliła, że z ich poziomu 37 000 stóp (11 000 m), samolot był w stanie lecieć 23 minuty i pokonać 91 mil morskich (169 km). O 13:44 UTC, Greaves zgłosił awarię do kontroli naziemnej, twierdząc, że wszystkie cztery silniki zawiodły. Jednak kontrola naziemna zrozumiała wiadomość w ten sposób, że zatrzymał się tylko silnik numer cztery. Dopiero gdy przelatujący w pobliżu samolot Garuda Indonesia przekazał wiadomość do kontroli ruchu lotniczego, komunikat został zrozumiany. Pomimo ustawienia transpondera na przekaz awaryjny 7700, samolot nie mógł zostać zlokalizowany przez kontrolę ruchu lotniczego na ekranach radarów.
Na pokładzie samolotu wiele osób zaczęło pisać notatki do krewnych. Jedną z takich osób był Charles Capewell, który napisał: „Ma. Kłopoty. Samolot spada. Zrobię co się da dla chłopców. Kochamy cię. Przepraszam. Pa XXX”, na okładce swojego biletu.
Ze względu na wysokie góry na południowym wybrzeżu wyspy Jawa, konieczne było utrzymanie wysokości co najmniej 11 500 stóp (3 500 m), żeby bezpiecznie przelecieć nad nimi. Załoga postanowiła, że jeśli samolot nie będzie w stanie utrzymać wysokości to po osiągnięciu 12 000 stóp (3 700 m) zawrócą nad morze i spróbują ryzykownego wodowania samolotu. W tym czasie wielokrotnie próbowała ponownie uruchomić silniki, mimo że na początku byli znacznie powyżej zalecanej wysokości do restartowania silnika w locie (28 000 stóp). Próby nie powiodły się. Mimo braku czasu, Moody zdecydował się ogłosić sytuację pasażerom:

Panie i panowie, tu mówi wasz kapitan. Mamy mały problem. Wszystkie cztery silniki przestały działać. Robimy co w naszej mocy, aby je uruchomić. Mam nadzieję, że nie jesteście zbyt zestresowani.

Ponieważ silniki dostarczają również powietrze pod ciśnieniem do oddychania, ciśnienie w kabinie spadało, aż w końcu automatycznie opadły maski tlenowe. W kokpicie jednak maska Greavesa była uszkodzona, oderwała się od niej rurka. Moody szybko zdecydował się na zejście ok. 1800 m na minutę, do wysokości, gdzie ciśnienie atmosferyczne było wystarczająco duże, by móc oddychać swobodnie.
Zbliżali się do wysokości, na której będą musieli zawrócić nad ocean i spróbować ryzykownego wodowania. Mimo że istniały wytyczne procedur, nikt nigdy nie próbował tego w Boeingu 747. Na wysokości 13 500 stóp (4100 m), w czasie kolejnej próby uruchomienia, silnik numer cztery zastartował o 13:56 UTC. Moody nadal nie mógł utrzymać wysokości w locie poziomym, ale wykorzystał jego ciąg do zmniejszenia prędkości opadania. Wkrótce potem silnik numer trzy uruchomił się, pozwalając samolotowi na powolne wznoszenie. Silniki jeden i dwa również zostały uruchomione. Załoga przyspieszyła wznoszenie do wysokości 11 500 stóp (3500 m), w celu ominięcia wysokich gór Indonezji.
W momencie zbliżania się do lotniska załoga stwierdziła bardzo słabą widoczność, mimo komunikatów o dobrej pogodzie. Okazało się, że przednia szyba jest pokryta matową substancją, która znacznie utrudnia widoczność. Próby przywrócenia widoczności przy pomocy nawiewów i wycieraczek nie powiodły się. Przejrzysty pozostał tylko wąski pasek z boku przedniej szyby. Załoga zdecydowała się lecieć na ILS, jednak ścieżka podejścia była niedostępna, więc pierwszy oficer monitorował DME lotniska. Później wywoływał, jak wysoko powinni być na każdym kroku DME przy końcowym podejściu do pasa startowego, tworząc wirtualne ścieżki schodzenia, których powinni się trzymać. Światła na pasie startowym były widzialne w wąskiej części przedniej szyby, ale światła samolotu nie działały. Po wylądowaniu załoga stwierdziła, że kołowanie jest niemożliwe ze względu na ostre światło reflektorów, które sprawiły, że szyba stała się całkowicie nieprzejrzysta.

## Wnioski
Awaria silników została spowodowana przez chmurę pyłu wulkanicznego z erupcji wulkanu Galunggung. Ponieważ chmura pyłu była sucha, nie pojawiła się na radarze, który jest przeznaczony do wykrywania wilgoci w chmurach. Chmura spowodowała nieprzejrzystość przedniej szyby i kloszy świateł do lądowania oraz unieruchomiła silniki. Gdy pył wulkaniczny dostał się do silników, stopił się w komorach spalania i oblepił wnętrza komór oraz łopatki turbin. Spowodowało to zaburzenie procesu spalania paliwa, a później zatrzymanie turbin. 
Ponieważ unieruchomione silniki schłodziły się, stopiony pył zakrzepł, po czym wykruszył się i wyleciał z silników. Pozwoliło to na ich zrestartowanie.
Pomimo że przestrzeń powietrzna w okolicy Galunggung została tymczasowo zamknięta po tym incydencie, otwarto ją kilka dni później. Kiedy następny Boeing 747, należący do Singapore Airlines, został zmuszony do wyłączenia trzech silników podczas lotu przez ten sam obszar 13 lipca, władze Indonezji zamknęły przestrzeń powietrzną na stałe i przekierowały ruch lotniczy. Nie był to pierwszy incydent z tym wulkanem. Douglas DC-9 należący do linii lotniczych Garuda Indonesia zmierzył się z pyłem 5 kwietnia 1982 roku.
Załoga samolotu została uhonorowana wyróżnieniami i odznaczeniami, m.in. Queen's Commendation for Valuable Service in the Air.

## W mediach
- Incydent został opisany w jednym z odcinków serialu dokumentalnego Katastrofa w przestworzach zatytułowany Awaria wszystkich silników (All Engines Failed!). Ten odcinek został powtórzony kilka razy, gdy wulkan Eyjafjallajökull spowodował zamknięcie europejskiej przestrzeni powietrznej.
- Betty Tootell, jedna z pasażerek, napisała książkę o incydencie pt.: All Four Engines Have Failed[7].

## Inne przypadki szybowania samolotem pasażerskim
- US Airways - lot 1549
- Air Transat - lot 236
- Air Canada - lot 143
- Southern Airways - lot 242
- Garuda Indonesia - lot 421
- TACA Airlines - lot 110